# Joseph I. (HRR)

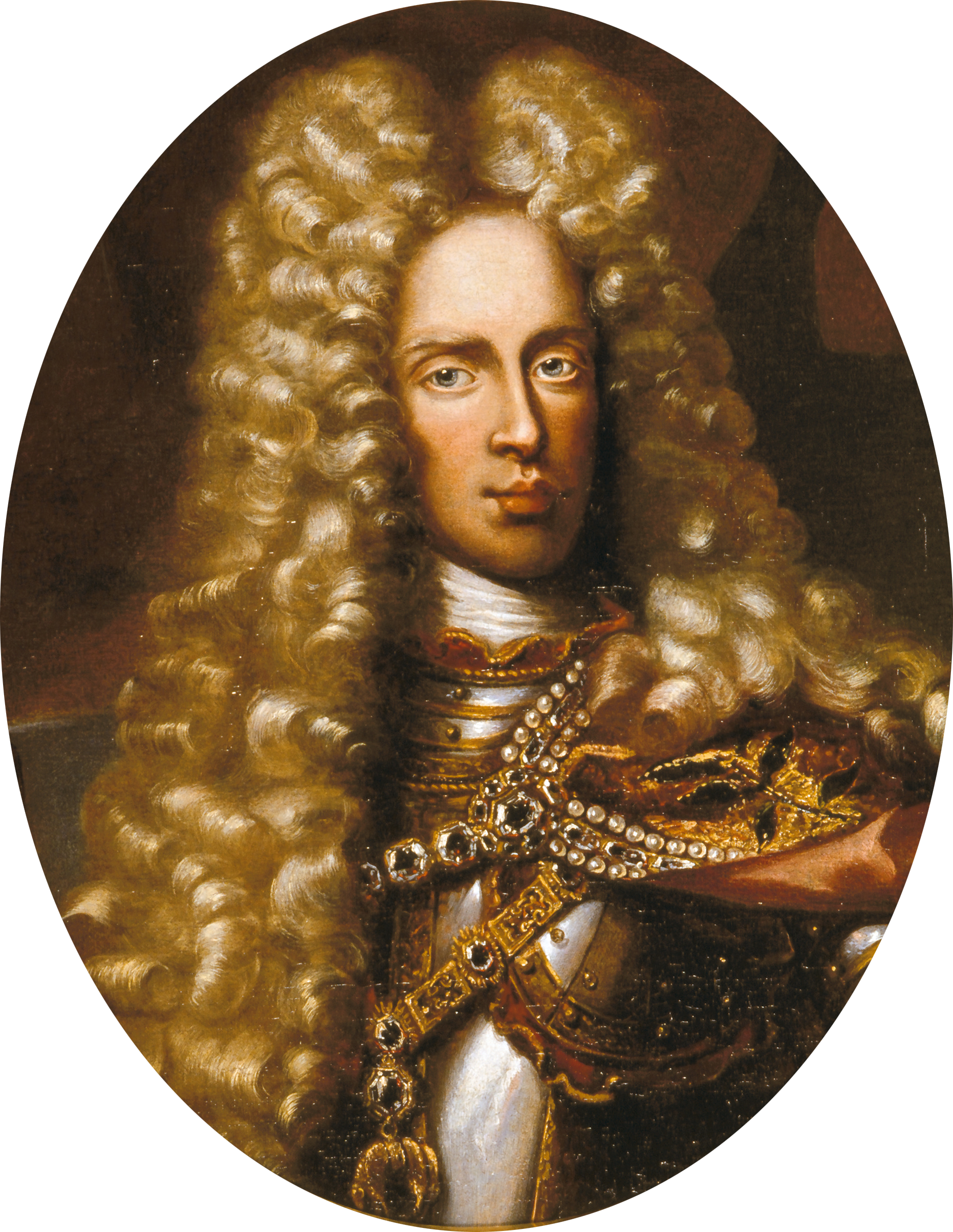
Kaiser Joseph I. als junger Herrscher im Harnisch (um 1700)

Joseph I. (* 26. Juli 1678 in Wien; † 17. April 1711 ebenda) war ein Fürst aus dem Hause Habsburg und von 1705 bis 1711 römisch-deutscher Kaiser und König von Böhmen, Ungarn und Kroatien.
In seiner Regierungszeit (1705–1711) führte er Reformen in Verwaltung, Finanzen und Militär durch, stärkte die Zentralgewalt und modernisierte die Hoforganisation. Außenpolitisch dominierte der Spanische Erbfolgekrieg, innenpolitisch setzte er Maßnahmen zur Verbesserung der Steuererhebung und zur Kontrolle der Beamten ein.

## Leben

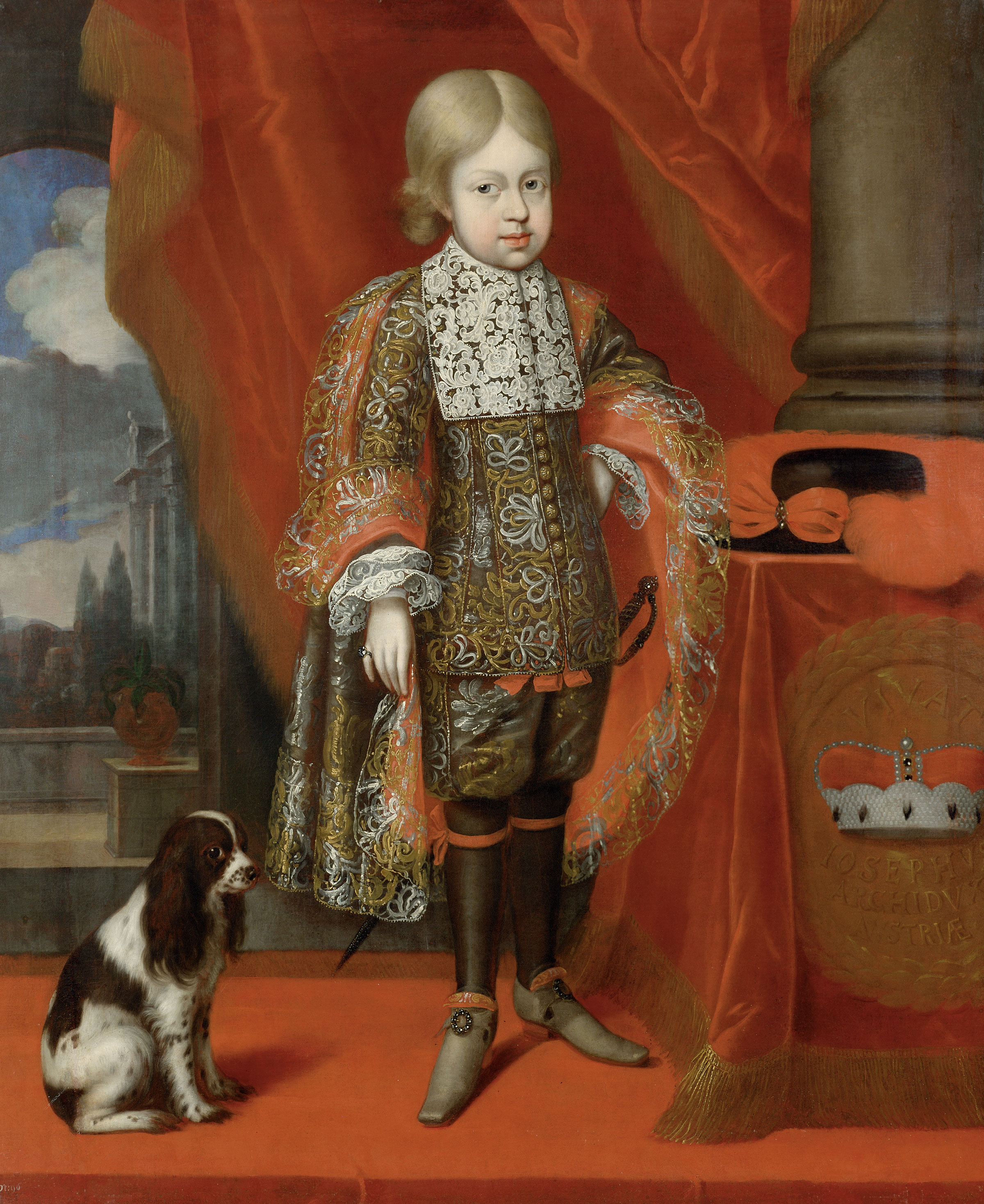
Joseph im Alter von sechs Jahren mit einem Hund

### Herkunft
Joseph I. war der älteste Sohn Leopolds I. aus der Ehe mit Eleonore Magdalene von der Pfalz. Er folgte seinem Vater am 9. Dezember 1687 als ungarischer, am 24. Januar 1690 als römisch-deutscher König und am 5. Mai 1705 als Kaiser sowie als König von Böhmen. Mit diesem teilte er auch das große Interesse für Musik und war wie er auch kompositorisch tätig. Joseph I. war ein abenteuerlustiger, draufgängerischer und waghalsiger Mensch. Er zähmte seine Pferde selbst und ging oft mit seinem Vertrauten Matthias von Lamberg auf die Jagd. Ein zeitgenössischer Historiograph nannte ihn „in seiner Jugend ein Muster an Schönheit“. Anders als seine Eltern und sein Bruder Karl VI. zeigte Joseph wenig Frömmigkeit.
Im Gegensatz zu seinen Ahnen traten bei Kaiser Joseph I. weder Unterlippe noch Kinn (Habsburger Unterlippe) hervor. Er hatte rot-blondes Haar und blaue Augen.

### Thronfolger

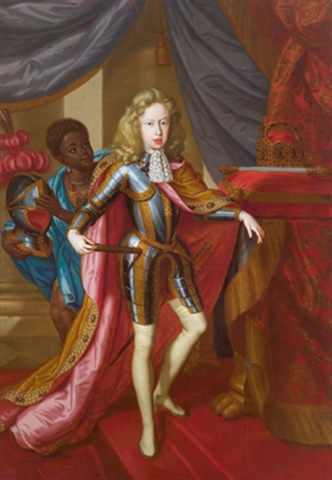
Joseph als junger König mit Reichskrone und Königszepter

Nach Josephs Geburt wurde ihm von seinem Vater Karl Theodor Otto Fürst zu Salm als Erzieher zur Seite gestellt. Salm war der Herrscher über zwei kleine Rheinfürstentümer und früherer Protestant und Philosophiestudent. Als solcher trat er für die Trennung von Kirchen- und Staatspolitik ein, was ihm die Gegnerschaft der Jesuiten eintrug, die ihm vorwarfen, ein heimlicher Jansenist zu sein.
Der Kronprinz hatte für den Vater ein gewisses Maß an politischer Bedeutung. So wurde Joseph bereits als Neunjähriger 1687 zum König von Ungarn gekrönt. Joseph wurde als gelehriger Schüler, vielseitig begabt und sehr intelligent beschrieben. Der Kronprinz beherrschte wie sein Vater mehrere Sprachen und betätigte sich auch musikalisch.
Josephs Religionslehrer Franz Ferdinand von Rummel beeinflusste den Kronprinzen in Richtung auf eine Trennung von Kirche und Staat. Auch Josephs Lehrer für Politik und Geschichte, Wagner von Wagnerfels, forderte eine Reduktion des geistlichen Einflusses am Wiener Hof. Neben dem protestantischen Fürsten Salm nahm Joseph auch andere Protestanten in sein Gefolge auf, was auf dezidierte Kritik der Jesuiten stieß, die vor allem seinen Religionslehrer Rummel ablehnten. Joseph wusste sich jedoch seiner Gegner zu erwehren. So ließ er einen Jesuiten, der eines Nachts als Geist verkleidet an seinem Bett versucht hatte, die Ablöse seines Lehrers zu erreichen, aus dem Fenster werfen.
Aus verschiedensten Gründen gab es zwischen Joseph I. und Leopold I. immer wieder Diskussionen über das Herrschaftsverständnis. Leopold machte kaum ein Hehl daraus, dass ihm Karl als Nachfolger lieber wäre, was das Verhältnis zwischen den Brüdern trübte.
Als der Spanische Erbfolgekrieg ausbrach, wurde Joseph von seinem Vater zum Mitglied des Kabinetts bestimmt. Dort machte er sich umgehend für den Krieg stark. Doch erst nach seiner Teilnahme an der Eroberung der Festung Landau hielt ihn der Kaiser für reif genug. Der Kronprinz nahm nicht nur an allen Sitzungen teil, sondern führte in Abwesenheit des Kaisers auch den Vorsitz im Ministerrat.
Da er infolge der Probleme des Jahres 1703 nicht zurück an die Front durfte, beschäftigte sich der Thronfolger mit der Innenpolitik. Die Hauptschuldigen an der Misere erblickte er nun im Präsidenten der Hofkammer, Graf Salaburg, und dem Präsidenten des Hofkriegsrates, Graf Mansfeld.
Am Wiener Hof war Joseph der Anführer der Reformpartei, des so genannten Jungen Hofes. Dies war eine Gruppe von jungen Beamten und Militärs, die dringende Reformen forderte. Ihr gehörten auch Prinz Eugen und andere künftige Größen an. Beim Kampf um die Ablöse von Salaburg und Mansfeld unterstützten den Kronprinzen nicht nur Eugen und der Vizepräsident der Hofkammer, Gundaker Starhemberg, sondern auch deutsche Verbündete wie Markgraf Ludwig Wilhelm von Baden. Endgültig vorbei war es mit den beiden aber erst, als nach dem Tod des Bankiers Oppenheimer die Zahlungsunfähigkeit der Hofkammer öffentlich wurde. Selbst der jesuitische Beichtvater des Kaisers setzte sich nun für die Ablöse der beiden ein. Ersetzt wurden sie durch Starhemberg und Prinz Eugen.
1704 war der „Junge Hof“ nun endgültig die dominierende Kraft. Es gelang der Reformpartei, einige entscheidende Siege zu erringen, doch musste sie auch herbe Niederlagen hinnehmen.
Joseph wurde von seinem Vater nun zum Leiter der „Mittelsdeputation“ ernannt. Diese hatte den Auftrag, Geldmittel zu beschaffen, und so wurden 1704 der wohlhabende Adel und die Juden der Erblande verpflichtet, dem Staat Geld zu borgen. Ebenso musste jeder Hofbeamte die zweifache Summe seines Jahresgehaltes vorstrecken. Ein Rückschlag aber war der Versuch, eine eigene Staatsbank zu gründen. Ursprünglich sollte sie auf Leopolds Vorschlag in den nächsten 12 Jahren 40 Millionen Gulden erhalten und 5,5 Millionen sofort, es gelang aber nur mit Mühe und Not, 500.000 Gulden innerhalb eines Jahres einzubezahlen.
Der Junge Hof verlor aber nicht an Einfluss und bekam durch Sinzendorf, einen österreichischen Gesandten und den Stellvertreter Erzherzog Karls, den Herzog von Moles, sogar Zuwachs. Auch Kurfürst Johann Wilhelm von der Pfalz profitierte vom Jungen Hof und nahm an den von Joseph geleiteten militärpolitischen Sitzungen teil. Die Männer hatten überhaupt eine eigene Strategie für den Feldzug von 1704 entworfen und nahmen das Kurfürstentum Bayern als Ziel Nummer 1 ins Auge. Der Thronfolger setzte beim Kaiser durch, dass Prinz Eugen den Oberbefehl über die Kaiserlichen erhielt. Die Stellung des Kronprinzen entsprach zu diesem Zeitpunkt bereits jener eines Premierministers. Doch die innenpolitische Lage sollte sich im Sommer 1704 wieder gegen Joseph und die Reformpartei wenden. Mansfeld war immer noch am Hof und opponierte nun gemeinsam mit den jesuitischen Beratern des Kaisers.
Als entschiedener Gegner Frankreichs nahm der Kronprinz auch an der Zweiten Schlacht von Höchstädt teil, in der Österreichs Truppen einen Sieg errangen; ebenso an der zweiten Belagerung von Landau. Erst als er im Dezember erfuhr, dass sein Vater schwer erkrankt war, kehrte der Kronprinz zurück, um die Regierung zu übernehmen. Doch als der Kaiser wieder zu Kräften kam, begann er eine Säuberung. Der Kaiser hörte bei den Verhandlungen mit dem niederösterreichischen Landtag nur mehr auf Mansfeld und ernannte den Kandidaten seiner Partei zum Statthalter von Bayern. Im Februar des Jahres 1705 wurde Joseph überhaupt von den Ratssitzungen ausgeschlossen. Er bildete zwar immer noch die Sektion Mittelsdeputation mit seinen Anhängern, war aber politisch kaltgestellt. Er übernahm einige Tage vor dem Tod des Vaters erneut die Regierungsgeschäfte, obwohl bereits ein Abreisetermin zum Feldzug nach Deutschland feststand.

### Herrschaftsstil

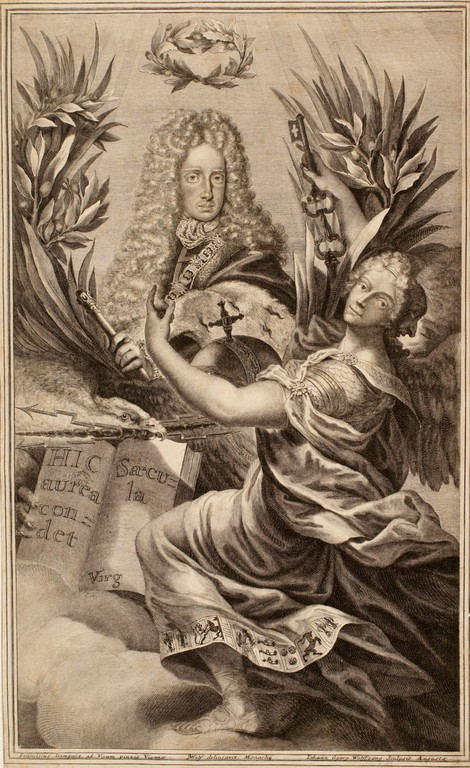
Allegorie auf Joseph I.

Joseph I. zog seine Berater in kollegialer Weise zu den Regierungsgeschäften hinzu. Prinz Eugen sagte später über den Kaiser, er habe ihm wie einem Bruder gedient. Aufgrund seiner militärischen Erfolge im Spanischen Erbfolgekrieg verlieh die Hofgeschichtsschreibung Joseph I. den Beinamen „der Sieghafte“. Die politischen Einstellungen des Kaisers waren sehr auf Österreich und das Heilige Römische Reich konzentriert. So soll er gesagt haben, als es um seine Heirat ging: „Keine Französin und keine Welsche.“ Joseph I. war aber auch ein barocker Herrscher. So begründete der vielseitige Kaiser das Kärntnertortheater, ließ die Wiener Kanalisation anlegen und die Pummerin, eines der bekanntesten Symbole Österreichs, gießen.
Eines seiner wichtigsten Ziele war es, Ludwig XIV. seinen Platz als Europas glänzendster Monarch streitig zu machen. Dies wird besonders durch den von ihm mitgestalteten ersten Entwurf für Schloss Schönbrunn deutlich, mit dem er das Schloss Versailles übertreffen wollte. Aber auch andere Künstler außer Johann Bernhard Fischer von Erlach sollten Joseph I. als den deutschen Sonnenkönig präsentieren. Um eine glanzvolle Hofhaltung zu gewährleisten, scheute der Kaiser trotz Geldmangels keine Ausgaben. Im Fasching beispielsweise folgte ein Fest dem anderen. Die Schlittenrennfahrten, an denen der Kaiser selbst teilnahm, verschlangen bis zu 30.000 Gulden. Auch die Musik ließ er sich einiges kosten und beschäftigte 300 Musiker. Joseph I. gründete die Josefs-Akademie der Wissenschaften und ließ die Josefstadt, die durch die Türken zerstört worden war, wieder aufbauen. Doch überall war Geldmangel zu spüren. Beim Schloss Schönbrunn gingen die Arbeiten nur schleppend voran, die Hofmusiker wurden selten bezahlt und selbst Fischer von Erlach erhielt bis 1710 kaum Geld für seine Arbeit. Auch seine Freunde und Diener überhäufte der Kaiser mit Geschenken. Rummel etwa, sein ehemaliger Religionslehrer, wurde Bischof von Wien. 1710 verteilte Joseph I. fast die gesamten bayerischen Staatsgüter an seine Minister. Prinz Eugen und Graf Wratislaw bekamen zusätzlich Geschenke im Wert von 300.000 und 400.000 Gulden. Allein die Mätresse des Kaisers erhielt Schmuck für 74.000 Gulden.
Josephs Wahlspruch war “Amore et timore” (deutsch: „Durch Liebe und Furcht“).

### Reformen
Joseph I. war im Vergleich zu seinem Vater weitaus entscheidungsfreudiger und auch von der Notwendigkeit von Reformen überzeugt. Die ersten Neuerungen befassten sich mit dem Austausch des Kabinetts. Salm wurde Obersthofmeister und damit de facto zum Premierminister. Baron Seilern und Graf Sinzendorf mussten sich die Position des österreichischen Kanzlers teilen, während Graf Kinsky zum alleinigen böhmischen Kanzler wurde. Der wesentlich einflussreichere Hofkanzler wurde der Böhme Wratislaw.
Eine andere bedeutende Reform war die Reduzierung des Geheimrates von 150 auf 33 Mitglieder und die Spaltung der Geheimen Konferenz in acht kleinere Konferenzen. Sieben der Konferenzen sollten sich mit den europäischen Angelegenheiten auseinandersetzen, die achte beschäftigte sich mit Finanz- und Militärfragen. Mitglieder der Konferenzen waren zumeist Fachleute für das jeweilige Gebiet. Der Koordinator dieses neuen Kabinetts wurde Fürst Salm. Die Kabinette befassten sich jeweils mit: dem Reich, einschließlich Skandinaviens und Polens; Ungarn; Frankreich, England und Holland; Spanien, einschließlich Portugals; Italien; Schweiz; Türkei, einschließlich Russlands. 1709 wurden diese acht Konferenzen wieder zu einer einzigen Körperschaft umgewandelt („Große Konferenz“). Nach Salms Rücktritt aus gesundheitlichen Gründen (1709) gründete Joseph I. eine sogenannte „innere Konferenz“ mit Wratislaw, Seilern, Johann Leopold Donat Fürst Trautson (1659–1724; Nachfolger von Salm als Obersthofmeister), Eugen und Sinzendorf, in der alle anfallenden politischen Fragen diskutiert wurden, um sie später in der „Großen Konferenz“ weiter zu beraten.
Das dringendste Problem seiner Herrschaft war die Finanzierung des Spanischen Erbfolgekrieges. Da sich in Österreich der Herrscher in Sachen Steuerforderungen mit den Ständen zu einigen hatte und diese kaum bereit waren, die immensen Forderungen aus Wien zu begleichen, gab es hierbei einen Dauerzwist. Die benötigte Summe hätte sich auf 27 Millionen Gulden belaufen; unter Leopold I. waren aufgrund hoher Korruption und nachlässiger Steuereintreibung aber gerade einmal 9 Millionen eingenommen worden. 1705 und 1706, in den kritischen Jahren, waren die Stände durchaus opferbereit gewesen, 1708 aber gab es erneut langwierige Verhandlungen, aber die Stände wollten ihre Rechte bei der Steuereintreibung und Verwaltung einfach nicht auslassen. Starhembergs Idee, neue Kataster in Tirol, Vorderösterreich und Innerösterreich anzulegen, wurde von den Ständen abgelehnt. Der Vorschlag, die Contributio im „Universalis Accis“ zu vereinheitlichen, wurde nur in Schlesien positiv aufgenommen, obwohl ihn der Kaiser und die Minister unterstützt hatten, da sie der Ansicht waren, es könnte höhere Gewinne geben, was man abseits der Stände hätte durchführen können.
Noch kurz vor dem Tode des Vaters war es Joseph gelungen, den Beitrag der Erbländer um 3,4 Millionen zu erhöhen. Eine Verbesserung der Finanzlage erreichte Joseph I. dadurch, dass er die Verwaltung straffte und die Beamten steuerpflichtig machte. In Wien etwa wurde der Beamtenstab von 74 auf 32 reduziert. Das Problem lag in den Provinzen nämlich darin, dass das Geld hauptsächlich von überflüssigen Beamtengehältern aufgesogen sowie teilweise veruntreut wurde. Man entschied sich daher, genau Buch zu führen sowie bestehende Steuern zu erhöhen und neue einzuführen.
Der katholische Klerus wurde zu einem „freiwilligen Geschenk“ genötigt, während die Adligen eine „Contributio“ leisteten. Zusammen mit diesen Mitteln gelang es Joseph 1708, das Einkommen der Krone auf 16 bis 17 Millionen zu steigern. 1706 erreichte man den Höhepunkt, was die aus der Contributio eingetriebenen Gelder betraf: 9 Millionen.
Auch aus dem besetzten Bayern und den rheinischen Gebieten flossen dem Kaiser Gelder zu. Bayern allein lieferte 1,2 bis 1,5 Millionen. Nach der zweiten Belagerung von Landau flossen immerhin 300.000 Gulden nach Wien, die man bei den Reichsrittern des Oberrheins eingetrieben hatte. Nach der Besetzung und Eroberung Italiens flossen immerhin 4 bis 5 Millionen pro Jahr für militärische Ausgaben nach Wien. Mit der Gründung einer neuen Stadtbank im Besitze Wiens ging es weiter aufwärts, denn die Bank tilgte während ihres Bestehens 24 Millionen Regierungsschulden.
Eine weitere Reform war die Regulierung des Robotdienstes der Bauern. Es war Hofkammersekretär Schierendorff gewesen, der den Kaiser auf den Missbrauch der Robot aufmerksam gemacht hatte. Joseph gab daher 1709 einen Erlass heraus, mit dem er zur Diskussion über die Abschaffung der Robot anregte. Natürlich würde jeder Plan, die Robot abzuschaffen, auf den Widerstand des Adels stoßen, deshalb begnügte sich Joseph I. damit, das Experiment von Schierendorff nur auf den Krongütern auszuprobieren, was in den schlesischen Herzogtümern Liegnitz, Brieg und Wohlau auch geschah. Alles Land wurde unter den Bauern aufgeteilt, das sie bisher für den Feudalherrn bebaut hatten. Jetzt mussten sie nur mehr eine festgesetzte Pacht abliefern und konnten sich die Arbeit selbst einteilen. Als die Reform trotz Widerstandes seitens des schlesischen Landtages durch war, brachte sie binnen kurzer Zeit höhere Steuererträge. Auch in Mähren setzte man sich gegen den Missbrauch der Robot ein. Als sich Bauern in den Bezirken, die zum Besitz der Liechtensteins gehörten, erhoben, empfing der Kaiser persönlich mehrmals Abordnungen der Rebellen, die ihn in Bittschriften gebeten hatten, die ungesetzliche Robot zu verbieten. Joseph I. beauftragte sogar eine Kommission damit, zu überwachen, ob die Liechtensteins auch die Gesetze einhielten.

### Spanischer Erbfolgekrieg

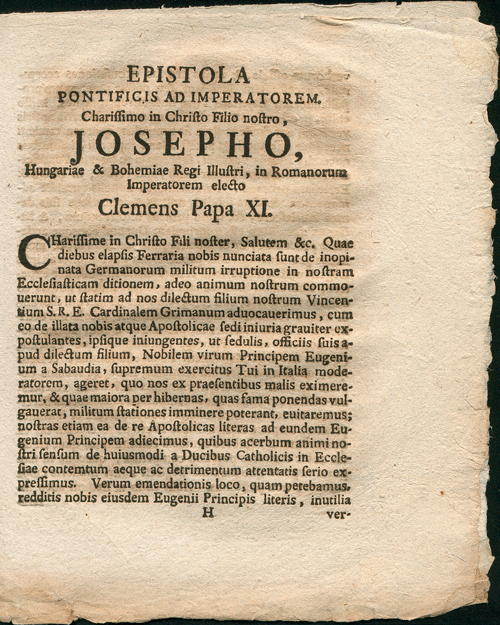
Brief Papst Clemens XI. an Joseph I., 1707

Josephs gesamte Regierungszeit war ausgefüllt mit dem Spanischen Erbfolgekrieg zur Durchsetzung der Thronansprüche seines Bruders, des späteren Kaisers Karl VI. Die habsburgischen Armeen konnten mit Hilfe ihrer englischen und niederdeutschen Verbündeten, unter der Leitung des Prinzen Eugen, durchaus beachtliche Erfolge erzielen. In seine Amtszeit fiel auch die Sendlinger Mordweihnacht im habsburgisch besetzten Kurfürstentum Bayern.
Während Josephs Vater Leopold I. zu Beginn des Krieges als Ziel noch die ehrenwerte Gegenwehr formulierte, war Josephs Ziel ein tatsächlicher Sieg über den erklärten Gegner Frankreich. Mit seinem Bruder gab es daher verschiedene Differenzen, da Joseph weniger an Spanien und mehr an der Herrschaft über Italien interessiert war.
Diese Bestrebungen, die Macht der Habsburger auch auf Italien auszudehnen, sollten letztlich Erfolg haben, wenn er sich auch nur im Norden als dauerhaft zeigte. Die Erfolge in Italien brachten Joseph I. jedoch in Konflikt mit Papst Clemens XI., gegen den er sogar in den Krieg zog. Erst mit der Zeit konnten sich die Brüder als Verbündete betrachten, da sich 1709/10 der Sieg über Ludwig XIV. und dessen Verbündete abzeichnete.
Um sich nicht zu verzetteln, war Joseph I. darauf bedacht, sich aus dem anderen Krieg, der damals in Europa tobte, dem Großen Nordischen Krieg, herauszuhalten. Deshalb gab er 1707 dem mit seiner Armee bis nach Schlesien vorgedrungenen König Karl XII. von Schweden nach, indem er seine Verpflichtungen gegenüber den Protestanten dortselbst erfüllte.
Auch innerhalb des eigenen Bündnisses musste der Kaiser ständig mit Schwierigkeiten kämpfen, da er seinen Bündnispartnern viel abverlangte, aber weniger selbst zu tun bereit schien. Die Bündnisse wurden daher immer wieder gestärkt durch gegenseitige Zugeständnisse und Versprechungen, was Gebiete, Zahlungen und Truppen anging. Die Siege, die Prinz Eugen zusammen mit Marlborough erlangte, wurden jedoch mit dem Tod des Kaisers zunichtegemacht, da der einzige Erbe Karl auf Spanien nicht verzichten wollte.

### Kuruzenkrieg
Während des Spanischen Erbfolgekrieges führte Franz II. Rákóczi in Siebenbürgen einen Aufstand an. Diese Rebellion, deren Anhänger sich Kuruzen (kurucok) nannten, hatte schon unter Leopold I. begonnen und erlebte unter Joseph I. Höhepunkt und Ende. Es ging um Siebenbürgens Autonomie und Rechte, die von Franz II. Rakoczi verteidigt wurden. Dieser ging sogar so weit, Joseph I. in Ungarn absetzen zu lassen, sich selbst zum Fürsten von Siebenbürgen und Vertreter des neuen Königs zu machen. Rakoczi strebte auch ein Bündnis mit Ludwig XIV. an, das ihm aber versagt blieb. Nach der endgültigen Niederlage Rákóczis – der in Ungarn bis heute als Nationalheld gilt – gegen die Truppen Josephs und dem Friede von Sathmar 1711 flüchtete der Rebell mit seinen Getreuen zunächst nach Frankreich und lebte später im Osmanischen Reich im Exil. Ungarn und Siebenbürgen blieben unter der Herrschaft der Habsburger.

## Tod und Nachfolge

Sarkophag Josephs I. in der Kapuzinergruft

Im Frühjahr 1711 erreichte eine Pockenepidemie Österreich, der auch der Kaiser zum Opfer fiel. Nach einer vierstündigen Konferenz der Regierung nahm er am 8. April an einer Jagd im Wienerwald teil, obwohl sich schon Anzeichen der Krankheit bemerkbar gemacht hatten. Der Kaiser starb am 17. April in der Hofburg. Zuvor hatte er seiner Frau noch versprochen, seine Mätressen vom Hof zu jagen, sollte er überleben.
Durch seinen plötzlichen Tod ohne männlichen Erben wurde sein jüngerer Bruder Karl, der in Spanien als Karl III. den Thron beanspruchte, nun auch designierter Kandidat für die Nachfolge im Reich, was sowohl die spanischen als auch die österreichischen Besitzungen der Habsburger in seiner Hand vereinigt hätte. Kurzzeitig sah es zwar so aus, als würde Josephs Tochter Maria Josepha den Thron erben, da dies dank eines Geheimvertrages zwischen den Brüdern aus dem Jahre 1703 möglich gewesen wäre, aber Karl verzichtete nicht auf seinen Anspruch und wurde als Karl VI. zum Kaiser gewählt. Die Aussicht, Spanien und Österreich mit dem Kaisertum in einer Hand vereinigt zu finden, brachte allerdings die Wende im Spanischen Erbfolgekrieg: die Seemächte rückten von Habsburg ab und einigten sich nunmehr mit Frankreich.
Wegen des persönlichen Testaments Josephs I. gab es am Hof einigen Streit, da der Kaiser seiner Mätresse Marianne Palffy Schmuck und Kleider im Wert von 500.000 Gulden vererbt hatte. Die Hälfte dieser Summe ging an die Nachkommen seines Günstlings Lamberg. Seiner Mutter vererbte der Kaiser dagegen nur 50.000 Gulden.
Seine Tochter Maria Josepha heiratete den späteren Kurfürsten Friedrich August II. von Sachsen. Maria Amalia heiratete Karl Albrecht von Bayern, später ebenfalls Kurfürst (und Kaiser).
Joseph I. wurde am 20. April 1711 in der Kapuzinergruft beigesetzt. Sein Sarkophag (Nr. 35) wurde von Johann Lucas von Hildebrandt entworfen. Auf der rechten Seite befindet sich ein Relief, das eine Schlachte aus dem Spanischen Erbfolgekrieg zeigt (siehe Bild). Sein Herz befindet sich in der Herzgruft der Habsburger in der Loretokapelle der Wiener Augustinerkirche, seine Eingeweide wurden in der Herzogsgruft des Wiener Stephansdoms bestattet. Joseph I. ist damit eine der 41 Personen, die eine „Getrennte Bestattung“ mit Aufteilung des Körpers auf alle drei traditionellen Wiener Begräbnisstätten der Habsburger (Kaisergruft, Herzgruft, Herzogsgruft) erhielten.
In Wien sind die Josefstadt (8. Bezirk) und die Josefsgasse in diesem Bezirk nach dem Kaiser benannt.

## Heirat und Nachkommen
Joseph heiratete am 24. Februar 1699 in Wien Wilhelmine Amalie von Braunschweig-Lüneburg (1673–1742), Tochter von Johann Friedrich und dessen Gemahlin Prinzessin Benedicta Henrica von Pfalz-Simmern.
Aus der Ehe gingen drei Kinder hervor:
- Maria Josepha (1699–1757) ⚭ 1719 in Wien Kurfürst und König Friedrich August II. (1696–1763), Sohn Augusts des Starken und dessen Gattin Prinzessin Christiane Eberhardine von Brandenburg-Bayreuth
- Leopold Josef (1700–1701), Erzherzog
- Maria Amalia (1701–1756) ⚭ 1722 in München Kurfürst Karl Albrecht von Bayern (1697–1745), Sohn des Kurfürsten Maximilian II. Emanuel und dessen Gattin Prinzessin Therese Kunigunde von Polen.

Josephs Affären und der Tod ihres Sohnes belasteten das Verhältnis der Eheleute. Vor Josephs Thronbesteigung wurde über seine lebenslustige Art hinweggesehen, da er noch jung schien und viele Kinder würde zeugen können. Seine ersten Affären hatte er im Alter von 15 Jahren; seine Geliebten waren Kammerzofen und adelige Damen wie Dorothea Daun. Doch danach wurde die Sorge um seinen Lebenswandel größer, da er weiterhin keinen Erben zeugte. Mit der Zeit änderte sich auch die Einstellung, dass das Kaiserpaar später noch Kinder bekommen könne, denn Amalie litt anscheinend an einer Geschlechtskrankheit. Joseph hatte sich im Jahr 1704 mit einer Geschlechtskrankheit, vermutlich Syphilis, angesteckt. Die Kaiserin litt unter Geschwüren im Unterleib, die einen negativen Einfluss auf ihre Fruchtbarkeit hatten. Außerdem kam es zu einer immer größeren Entfremdung zwischen den Eheleuten, was die Chancen auf Nachwuchs weiter minderte. Aus diesem Grund kam es immer häufiger zu Kontakten zwischen Wien und Barcelona, dem Sitz Karls, da dadurch er oder seine Nachkommen auch für die Nachfolge im Reich in Frage kamen.

## Affären
Joseph I. unterhielt zeit seines Lebens mit verschiedensten Damen des Hofes Liebschaften. Dies begann im Alter von 15 Jahren, als er mit drei Frauen gleichzeitig eine Affäre hatte. Anfangs hofften seine Eltern, dies mit der Entfernung seiner Gehilfen vom Hof, später durch die Ehe unterbinden zu können, doch dies scheiterte.
Auch während seiner Regierung änderte sich das nicht. Josephs I. Favoritin war Marianne Pálffy, eine ungarische Adelige, deren Vater der dortige Ban war. Seine Liebe zu ihr hinderte den Kaiser aber nicht daran, weitere Affären zu betreiben. Marianne stand selbstverständlich im Mittelpunkt des Hofklatsches. So schrieb Graf Lamberg, nicht ungenüsslich, dass sie einmal im Fasching so viel getrunken hatte, dass sie sich öffentlich übergeben musste.

## Ahnen
| Ahnentafel Kaiser Joseph I.                                                   | Ahnentafel Kaiser Joseph I.                                                               | Ahnentafel Kaiser Joseph I.                                                               | Ahnentafel Kaiser Joseph I.                                                               | Ahnentafel Kaiser Joseph I.                                                               | Ahnentafel Kaiser Joseph I.                                                                           | Ahnentafel Kaiser Joseph I.                                                                           | Ahnentafel Kaiser Joseph I.                                                                           | Ahnentafel Kaiser Joseph I.                                                                           |
| ----------------------------------------------------------------------------- | ----------------------------------------------------------------------------------------- | ----------------------------------------------------------------------------------------- | ----------------------------------------------------------------------------------------- | ----------------------------------------------------------------------------------------- | --- | --- | --- | --- |
| Ururgroßeltern                                                                | Erzherzog Karl II. (Innerösterreich) (1540–1590) ⚭ 1571 Maria Anna von Bayern (1551–1608) | Herzog Wilhelm V. (Bayern) (1548–1626) ⚭ 1568 Renata von Lothringen (1544–1602)           | König Philipp II. (Spanien) (1527–1598) ⚭ 1570 Anna von Österreich (1549–1580)            | Erzherzog Karl II. (Innerösterreich) (1540–1590) ⚭ 1571 Maria Anna von Bayern (1551–1608) | Herzog Philipp Ludwig (Pfalz-Neuburg) (1547–1614) ⚭ 1574 Anna von Jülich-Kleve-Berg (1552–1591)       | Herzog Wilhelm V. (Bayern) (1548–1626) ⚭ 1568 Renata von Lothringen (1544–1602)                       | Landgraf Ludwig V. (Hessen-Darmstadt) (1577–1626) ⚭ 1598 Magdalena von Brandenburg (1582–1616)        | Kurfürst Johann Georg I. (Sachsen) (1585–1656) ⚭ 1607 Magdalena Sibylle von Preußen (1586–1659)       |
| Urgroßeltern                                                                  | Kaiser Ferdinand II. (1578–1637) ⚭ 1600 Maria Anna von Bayern (1574–1616)                 | Kaiser Ferdinand II. (1578–1637) ⚭ 1600 Maria Anna von Bayern (1574–1616)                 | König Philipp III. (Spanien) (1578–1621) ⚭ 1599 Margarete von Österreich (1584–1611)      | König Philipp III. (Spanien) (1578–1621) ⚭ 1599 Margarete von Österreich (1584–1611)      | Pfalzgraf Wolfgang Wilhelm (Pfalz-Neuburg) (1578–1653) ⚭ 1613 Magdalene von Bayern (1587–1628)        | Pfalzgraf Wolfgang Wilhelm (Pfalz-Neuburg) (1578–1653) ⚭ 1613 Magdalene von Bayern (1587–1628)        | Landgraf Georg II. (Hessen-Darmstadt) (1605–1661) ⚭ 1627 Sophia Eleonore von Sachsen (1609–1671)      | Landgraf Georg II. (Hessen-Darmstadt) (1605–1661) ⚭ 1627 Sophia Eleonore von Sachsen (1609–1671)      |
| Großeltern                                                                    | Kaiser Ferdinand III. (1608–1657) ⚭ 1631 Maria Anna von Spanien (1606–1646)               | Kaiser Ferdinand III. (1608–1657) ⚭ 1631 Maria Anna von Spanien (1606–1646)               | Kaiser Ferdinand III. (1608–1657) ⚭ 1631 Maria Anna von Spanien (1606–1646)               | Kaiser Ferdinand III. (1608–1657) ⚭ 1631 Maria Anna von Spanien (1606–1646)               | Kurfürst Philipp Wilhelm (Pfalz) (1615–1690) ⚭ 1653 Elisabeth Amalie von Hessen-Darmstadt (1635–1709) | Kurfürst Philipp Wilhelm (Pfalz) (1615–1690) ⚭ 1653 Elisabeth Amalie von Hessen-Darmstadt (1635–1709) | Kurfürst Philipp Wilhelm (Pfalz) (1615–1690) ⚭ 1653 Elisabeth Amalie von Hessen-Darmstadt (1635–1709) | Kurfürst Philipp Wilhelm (Pfalz) (1615–1690) ⚭ 1653 Elisabeth Amalie von Hessen-Darmstadt (1635–1709) |
| Eltern                                                                        | Kaiser Leopold I. (1640–1705) ⚭ 1676 Eleonore Magdalene Therese von der Pfalz (1655–1720) | Kaiser Leopold I. (1640–1705) ⚭ 1676 Eleonore Magdalene Therese von der Pfalz (1655–1720) | Kaiser Leopold I. (1640–1705) ⚭ 1676 Eleonore Magdalene Therese von der Pfalz (1655–1720) | Kaiser Leopold I. (1640–1705) ⚭ 1676 Eleonore Magdalene Therese von der Pfalz (1655–1720) | Kaiser Leopold I. (1640–1705) ⚭ 1676 Eleonore Magdalene Therese von der Pfalz (1655–1720)             | Kaiser Leopold I. (1640–1705) ⚭ 1676 Eleonore Magdalene Therese von der Pfalz (1655–1720)             | Kaiser Leopold I. (1640–1705) ⚭ 1676 Eleonore Magdalene Therese von der Pfalz (1655–1720)             | Kaiser Leopold I. (1640–1705) ⚭ 1676 Eleonore Magdalene Therese von der Pfalz (1655–1720)             |
| Joseph I. (1678–1711), Kaiser des Heiligen Römischen Reiches Deutscher Nation |                                                                                           |                                                                                           |                                                                                           |                                                                                           | | | | |

Wie bei vielen anderen Habsburgern ist bei Joseph I. der Ahnenschwund deutlich zu erkennen. Er hatte statt 16 nur 12 Ururgroßeltern, da auf der väterlichen Seite sein Urgroßvater Ferdinand II. und seine Urgroßmutter Margarethe von Österreich Geschwister waren und somit seine Großeltern väterlicherseits, Kaiser Ferdinand III. und Maria Anna von Spanien, Cousins. Zudem waren auch seine Urgroßmütter väterlicher- und mütterlicherseits, Maria-Anna von Bayern und Magdalene von Bayern, Schwestern, was Josephs Großvater väterlicherseits, Ferdinand III., auch zum Cousin seines Großvaters mütterlicherseits, Kurfürst Philipp Wilhelm, macht.